# Haliplus insularis
Haliplus insularis is een keversoort uit de familie watertreders (Haliplidae). De wetenschappelijke naam van de soort is voor het eerst geldig gepubliceerd in 1960 door Guignot.